# تسوکاسا موریموتو
تسوکاسا موریموتو (انگلیسی: Tsukasa Morimoto؛ زادهٔ ۲۴ ژوئن ۱۹۸۸) بازیکن فوتبال اهل ژاپن است.
از باشگاه‌هایی که در آن بازی کرده‌است می‌توان به باشگاه فوتبال ساگان توسو اشاره کرد.